# 괭이사초
괭이사초(Carex neurocarpa)는 사초과에 속하는 여러해살이풀이다. 한국, 중국, 일본, 러시아 등지에 분포하며 산기슭의 습한 풀밭, 논둑, 길가에서 자생한다.
높이는 30-60cm에 달하며 뿌리줄기는 짧은 편이다. 줄기는 뭉쳐나와 있고 곧게 서 있다. 잎의 너비는 2-3mm에 달하고 줄기보다 길거나 짧은 길이를 띠고 있다. 5월부터 6월 사이에 피는 꽃의 줄기 끝 부분에는 잔이삭이 빽빽이 나와 있다. 꽃차례는 길이가 2.5-6cm, 너비가 1cm 정도에 달하는데 원기둥 모양을 이루고 있고 적갈색을 띤다.
사방으로 퍼져 있는 포는 밑 부분이 퍼져 있는데 상단에는 수꽃, 하단에는 암꽃이 달려 있는 것이 특징이다. 암술대는 곧게 나와 있고 끝 부분이 2개로 갈라진다. 열매는 타원형을 띠고 있는데 길이가 약 1mm에 달한다. 가장자리의 가운데 부분부터 끝 부분까지 넓은 날개가 뻗어 있는데 겉 부분에는 맥이 많은 편이다.